# Tornado Alley
La Tornado Alley (en français, l'allée des tornades) est un terme commun pour désigner une région centrale des États-Unis couvrant plusieurs États ou parties d'États et où se produisent fréquemment des tornades. Elle comprend les basses terres des fleuves Mississippi, Ohio et les vallées du bas Missouri aussi bien que le sud-est des États-Unis. Même si aucune région n'est totalement épargnée aux États-Unis par le phénomène des tornades, elles sont beaucoup plus fréquentes et intenses dans cette région des Grandes Plaines entre les Rocheuses et les Appalaches où les conditions sont parfois si favorables qu'on assiste à des éruptions de tornades.

## Origine du terme
Il n'y a pas de délimitation exacte de la Tornado Alley selon le service météorologique des États-Unis. Selon le National Severe Storms Laboratory, chargé de la recherche sur les orages violents, le terme a été introduit par les médias pour désigner la région centrale des Grandes Plaines américaines où les tornades font souvent la manchette mais ses frontières varient selon le type de statistiques utilisées. La première mention en est faite en 1904 par Jennifer L. Wiley. Certaines études climatologiques montrent qu'il y a d'autres endroits qui peuvent être considérées comme des « Allées des tornades » plus locales. L'une d'elles s'appelle la « Dixie Alley » et se trouve de la côte du golfe du Mexique à la vallée du Tennessee,.

## Conditions favorables

Conditions météorologiques créant les tornades de la Tornado Alley. En couleur saumon au centre se retrouve la zone climatologique la plus active des plus intenses (EF2 et +).

Plusieurs zones dans le monde peuvent regrouper des conditions nécessaires à la formation de tornades mais c'est la position de la Tornado Alley qui en explique la très grande fréquence dans cette région. Cette abondance de tornades est ainsi rendue possible par la rencontre des masses d'air continental froid venant des Prairies canadiennes, de celles d'air sec du désert de Sonora et de celles d'air chaud et humide venant du golfe du Mexique, ainsi que d'une forte variation des vents avec l'altitude. La rencontre des différentes masses d'air crée des conditions très instables avec de l'air frais et sec soulevant l'air chaud le long d'un front froid ou le long d'un front de point de rosée. Les parcelles d'air continuent leur ascension, car elles sont moins denses que l'environnement, grâce à la poussée d'Archimède. L'humidité se condense ensuite pour former des orages de très forte extension verticale. Cependant, ce ne sont pas tous les orages qui peuvent donner des tornades, mais dans la Tornado Alley les vents sont le plus souvent de direction et de force variant verticalement à cause de la présence d’un courant-jet en altitude. Ce cisaillement crée une rotation horizontale qui sera déviée en vortex vertical par le mouvement ascendant dans l'orage et qui donnera la tornade.
La période de l'année avec la plus forte fréquence de tornades varie suivant les régions, la zone affectée se décalant au cours de la « saison des tornades ». En général, la tornado alley tend à se décaler plus au nord avec le réchauffement des températures, du printemps vers l'été, et inversement vers le sud avec le refroidissement automnal. Techniquement parlant, cependant, les grandes plaines centrales peuvent être considérées comme étant dans la tornado alley presque toute l'année, puisque c'est là que les changements rapides de température sont les plus communs. Au contraire, le nord-est et l'ouest sont les régions américaines les moins affectées par les tornades.

## Répartition

Activité des tornades aux États-Unis. Les zones les plus sombres du centre délimitent la zone connue sous le nom de Tornado Alley.

Les États d'Oklahoma, du Kansas, de l'Arkansas, de l'Iowa et du Missouri sont entièrement dans la Tornado Alley. Elle couvre également le nord-est du Texas, l'est du Colorado, le nord de la  Louisiane, le centre et le sud du Minnesota et du Dakota du Sud, le nord-ouest du Mississippi, le centre et le sud de l'Illinois, le sud-ouest de l'Indiana, et quelques parties centrales, sud-est et sud-ouest du Nebraska, des petites zones à l'extrême ouest du Tennessee et du Kentucky et quelques zones du Wisconsin. Le Kansas, au centre de cette zone, a connu les pires tornades de son histoire en 1933 et sur la décennie des années 1930, selon une étude sur plus d'un siècle effectuée par James C. Malin, de l'Université du Kansas. La plus grosse de toutes se présente le 10 mai 1834 et poursuit sa course jusqu'à Washington, tellement elle est énorme.
Si l'on prend le critère du nombre de tornades par kilomètre carré par État, c'est la Floride qui connaît le plus fort taux d'épisodes de tornades, la plupart de celle-ci sont cependant de faible intensité et ne proviennent généralement pas de super-cellules orageuses,. Cependant, les États du Texas, de l'Oklahoma, du Kansas et du Nebraska rapportent un tiers des tornades aux États-Unis. L'Oklahoma a le plus fort taux pour de tornades provenant de supercellules, souvent très destructrices, mais statistiquement le plus grand nombre absolu de tornades américaines se produisent au Texas.
Selon le National Climatic Data Center pour la période de 1991 à 2010, le classement selon la moyenne annuelle de tornades par 10 000 milles carrés (25 900 km2) des 17 États les plus frappés par des tornades est :
1. Floride : 12,2
2. Kansas : 11,7
3. Maryland : 9,9
4. Caroline du Sud : 9,8
5. Illinois : 9,7
6. Mississippi :  9,2
7. Iowa : 9,1
8. Oklahoma : 9
9. Alabama : 8,6
10. Louisiane : 8,5
11. Arkansas : 7,5
12. Nebraska : 7,4
13. Missouri : 6,5
14. Caroline du Nord : 6,4
15. Tennessee : 6,2
16. Texas : 5,9
17. Minnesota : 5,7

### Tendance
Une étude de 2018 publiée dans la revue Nature a montré que les ingrédients nécessaires à la production de tornades à longue durée de vie s'étaient déplacés des Grandes Plaines vers la vallée du fleuve Mississippi au cours des 20 années antérieures vers la sous zone de la Dixie Alley. Cependant, une autre étude temporelle montre que le cœur de la Tornado Alley peut être en rotation autour de ces deux régions,.

## Impacts
Dans le cœur de la Tornado Alley, les normes de construction sont plus strictes qu'ailleurs aux États-Unis, exigeant des toits renforcés et des liaisons plus sûres entre le bâtiment et ses fondations. On y trouve aussi d'autres mesures de précautions comme des abris anti-tornades et des sirènes d'alarmes en cas d'alerte météorologique. La conscience de la population à ce risque et la couverture météorologique offerte par les médias locaux y sont également beaucoup plus importantes qu'ailleurs.

### Quelques tornades extrêmes
- 18 mars 1925 : une tornade, estimée rétroactivement de catégorie F5[N 1] et surnommée la « tornade des trois États », a violemment frappé le Missouri, l'Illinois et l'Indiana. Cette tornade a parcouru 378 kilomètres, donnant des rafales estimées à posteriori jusqu’à 480 km/h selon la nature des dégâts. Cette tornade est considérée comme la plus meurtrière des États-Unis avec un bilan humain de 695 morts (dont la plupart dans l’Illinois) et 2 027 blessés ;
- 3 mai 1999 : de nombreuses tornades ont frappé l'Oklahoma et les États environnants, dont une tornade de force F5 à Moore (Oklahoma) en banlieue sud d'Oklahoma City, faisant 88 morts ;
- 4 mai 2007 : une tornade EF5 a frappé de plein fouet Greensburg (KS), ville de 1500 âmes, détruisant 95 % du paysage urbain en tuant 9 personnes et blessant 60 autres. Quelques années plus tard, Greensburg est devenue une ville écologique ;
- 27 avril 2011 : une tornade EF5 a balayé la ville de Smithville (MSP) tuant 14 personnes. Elle faisait partie d'une éruption de tornades du 25 au 28 avril 2011 aux États-Unis qui a vu plus de 200 de ces phénomènes et tué 327 personnes ;
- 22 mai 2011 : une tornade EF5 meurtrière a frappé Joplin (Missouri) en faisant un lourd bilan de 158 morts et 1 150 blessés. Cette tornade fut classée la plus meurtrière depuis 1947 ;
- 20 mai 2013 : une tornade EF5 a dévasté à nouveau Moore avec un bilan lourd de 24 morts et 387 blessés. La tornade de Moore a également touché Newcastle (Oklahoma) ;
- 31 mai 2013 : une très large tornade (diamètre de 4,2 km) a frappé El Reno (OK) faisant 8 morts (dont le célèbre ingénieur et chasseur d'orages américain, Tim Samaras) et 151 blessés ; cette tornade classée EF5 est considéré officiellement la plus large de l'histoire[15],[16]. Ce fait est contesté par les données recueillies par un radar mobile lors d'une autre tornade à Cimarron City–Mulhall–Perry, Oklahoma, OK, en 1999. Celui-ci a mesuré une largeur de 4,3 milles (6,9 km)[17] ;
- 16 juin 2014 : un phénomène rare s'est produit dans le Nebraska précisément à Pilger où une "triple tornade" a ravagé la commune et fait 1 mort et 10 blessés ;
- 26 décembre 2015 : la douceur exceptionnelle de fin décembre aux États-Unis a produit de nombreuses tornades, rares durant ce mois ; en particulier une tornade a touché Dallas (TX) avec un bilan de 11 morts et des dizaines de blessés.